# Pataki Ferenc (pap)
Pataki Ferenc (Gyöngyös, 1704. november 7. – Kolozsvár, 1740. augusztus 31.) Jézus-társasági áldozópap és tanár.

## Életútja
1721. október 17-én lépett a rendbe; gimnáziumi tanár volt Kolozsvárt, ahol 1729-ben a költészetet, 1730-ban a retorikát tanította. 1731 és 1734 között teologiát tanult Nagyszombatban, majd a bölcselet tanára volt Kolozsvárt.

## Munkái
- Metempsychosis, seu animarum in alia corpora transmigratio. Claudiopoli, 1729 (elegia)
- Ortus et progressus variarum in Dacia gentium et religionum cum principibus ejusdem. Uo. 1730